# Culicoides dasyops
Culicoides dasyops är en tvåvingeart som beskrevs av Clastrier 1958. Culicoides dasyops ingår i släktet Culicoides och familjen svidknott.
Artens utbredningsområde är Senegal. Inga underarter finns listade i Catalogue of Life.